# Molnár Vilmos
Molnár Vilmos (Csíkszereda, 1962. március 31. –) József Attila- és Márai Sándor-díjas  magyar író, költő, szerkesztő.

## Életpályája
A csíkszeredai Márton Áron Gimnáziumban érettségizett 1981-ben, filológia-történelem szakon. Írásai 1981-től jelennek meg erdélyi irodalmi lapokban, később magyarországiakban is. A kilencvenes években irodalmi szerkesztője volt a Zabhegyező c. romániai magyar ifjúsági havi folyóiratnak. 1997-es alapításától kezdve, a Csíkszeredában megjelenő Székelyföld kulturális havi folyóirat szerkesztőjeként dolgozott 2021-ig. 1999-től tagja a Magyar Írószövetségnek, 2002-től alapító tagja az Erdélyi Magyar Írók Ligájának. 2015-től tagja a Romániai Írószövetségnek is.

## Művei

### Kötetei
- Levél Szingapúrból; novelláskötet, Mentor Kiadó, Marosvásárhely, 1993
- Az értelmetlen csoda; novelláskötet, Pro-Print Kiadó, Csíkszereda, 1999
- Az olvasó fizetéséről; novelláskötet, Széphalom Könyvműhely, Budapest, 2000
- Postakocsi; versek, Erdélyi Híradó, Előretolt Helyőrség Szépirodalmi Páholy, Kolozsvár – Ráció Kiadó, Budapest, 2010
- Az ördög megint Csíkban; novelláskötet, Bookart Kiadó, Csíkszereda, 2013
- Olvasólámpa; miniesszék (társszerzőkkel). Erdélyi Híradó Kiadó, Kolozsvár, 2015
- A legfelső stáció; novelláskötet, Bookart Kiadó, Csíkszereda, 2017
- Csodák ideje; válogatott novellák és karcolatok, Kárpát-medencei Tehetséggondozó, Budapest, 2017
- Mesék. Hangoskönyv, Budapest, 2020. Megjelent a PIM/DIA Hangoskönyvek sorozatában
- Kőrösi Csoma Sándor csodálatos cselekedetei – Rendhagyó legendárium, Corvina Kiadó, Budapest, 2021

### Szerkesztései
- Székelyföld Évkönyv 2010; válogatta és szerkesztette Molnár Vilmos; Hargita Kiadóhivatal, Csíkszereda, 2010
- Hertza Mikola: Kísérteti jelleggel; novellák, karcolatok, szerkesztette Molnár Vilmos; Hargita Kiadóhivatal, Csíkszereda, 2012
- Mikes Kelemen: Törökországi levelek; szerkesztette Molnár Vilmos; Hargita Kiadóhivatal, Székely Könyvtár sorozat, Csíkszereda, 2012
- Zsögödi Nagy Imre: Följegyzések; szerkesztette Molnár Vilmos; Hargita Kiadóhivatal, Székely Könyvtár sorozat, Csíkszereda, 2012
- Tomcsa Sándor: Válogatott írások; válogatta és szerkesztette Molnár Vilmos; Hargita Kiadóhivatal, Székely Könyvtár sorozat, Csíkszereda, 2013
- Kőváry László: Székelyhonról; szerkesztette Molnár Vilmos; Hargita Kiadóhivatal, Székely Könyvtár sorozat, Csíkszereda, 2013
- Tamási Áron: Válogatott novellák; válogatta és szerkesztette Molnár Vilmos; Hargita Kiadóhivatal, Székely Könyvtár sorozat, Csíkszereda, 2014
- Tamási Áron: Hazai tükör; szerkesztette Molnár Vilmos; Hargita Kiadóhivatal, Székely Könyvtár sorozat, Csíkszereda, 2014
- Csiki László: Titkos fegyverek; szerkesztette Molnár Vilmos; Hargita Kiadóhivatal, Székely Könyvtár sorozat, Csíkszereda, 2015
- Kurkó Gyárfás: Nehéz kenyér; szerkesztette Molnár Vilmos; Hargita Kiadóhivatal, Székely Könyvtár sorozat, Csíkszereda, 2015
- Fodor Sándor: Válogatott novellák; válogatta és szerkesztette Molnár Vilmos; Hargita Kiadóhivatal, Székely Könyvtár sorozat, Csíkszereda, 2016
- Tamási Áron: Szülőföldem; szerkesztette Molnár Vilmos; Hargita Kiadóhivatal, Székely Könyvtár sorozat, Csíkszereda, 2016
- Czegő Zoltán: Katonabogár; szerkesztette Molnár Vilmos; Hargita Kiadóhivatal, Székely Könyvtár sorozat, Csíkszereda, 2017
- Nagybaczoni Nagy Vilmos: Végzetes esztendők; szerkesztette Molnár Vilmos; Hargita Kiadóhivatal, Székely Könyvtár sorozat, Csíkszereda, 2017
- Ágoston Vilmos: Godir és galanter; szerkesztette Molnár Vilmos; Hargita Kiadóhivatal, Székely Könyvtár sorozat, 2018
- Tamási Gáspár: Vadon nőtt gyöngyvirág; szerkesztette Molnár Vilmos; Hargita Kiadóhivatal, Székely Könyvtár sorozat, Csíkszereda, 2018
- Kőrösi Csoma Sándor az újabb kutatások tükrében; válogatta és szerkesztette Molnár Vilmos; Hargita Kiadóhivatal, Székely Könyvtár sorozat, Csíkszereda, 2019
- Tamási Áron: Jégtörő Mátyás; szerkesztette; Molnár Vilmos; Hargita Kiadóhivatal, Székely Könyvtár sorozat, Csíkszereda, 2019
- Molnár H. Lajos: Volt egyszer egy udvar, I-II. kötet; szerkesztette Molnár Vilmos; Hargita Kiadóhivatal, Székely Könyvtár sorozat, Csíkszereda, 2020

## Díjai, kitüntetései
- Marosvásárhelyi Írói Egyesület díja (1994)
- Látó irodalmi folyóirat Nívódíja (1999)
- Bálint András Emlékdíj (2001)
- Látó irodalmi folyóirat Nívódíja (2005)
- Tokaji Írótábor Kuratóriumának Díja (2006)
- Márai Sándor-díj (2009)
- Az Erdélyi Magyar Írók Ligájának Prózadíja (2013)
- József Attila-díj (2017)
- Méhes György Irodalmi Nagydíj (2021 - Kőrösi Csoma Sándor csodálatos cselekedetei – Rendhagyó legendárium című kötetéért)
- 28. Marosvásárhelyi Könyvvásár Év Szerzője díj (2022)
- Az Év Legjobb Könyve 2022-ben (a Magyar Művészeti Akadémia Irodalmi Tagozatának az év legjobb könyvét elismerő díja Molnár Vilmos Kőrösi Csoma Sándor csodálatos cselekedetei – Rendhagyó legendárium című kötetéért)

## Külső hivatkozások
- Petőfi Irodalmi Múzeum – Digitális Irodalmi Akadémia – Molnár Vilmos digitalizált művei Archiválva 2021. augusztus 16-i dátummal a Wayback Machine-ben
- Molnár Vilmos – A falvédőn (hangoskönyv)
- Mesék, hangoskönyv, Budapest, 2020. Megjelent a PIM/DIA Hangoskönyvek sorozatában
- Petőfi Irodalmi Múzeum – DIA Hangoskönyvek – Molnár Vilmos
- Digitalizált művei a Digitális Irodalmi Akadémia oldalán